# Ministerium Varnbüler
Das Ministerium Varnbüler bildete vom 21. September 1864 bis 31. August 1870 die Landesregierung von Württemberg.
| Amt                          | Name |
| ---------------------------- | --- |
| Äußeres und Königliches Haus | Karl Friedrich Gottlob Freiherr von Varnbüler                                                                                       |
| Inneres                      | Ernst von Geßler vom 21. September 1864 bis 23. März 1870                                                                           |
| Inneres                      | Karl von Scheurlen vom 23. März bis 31. August 1870                                                                                 |
| Finanzen                     | Andreas von Renner |
| Justiz                       | Constantin Justus Franz Freiherr von Neurath vom 4. Oktober 1864 bis 27. April 1867 (außerdem Präsident des Geheimen Rats bis 1867) |
| Justiz                       | Hermann von Mittnacht vom 27. April 1867 bis 31. August 1870                                                                        |
| Krieg                        | Moriz von Miller vom 21. September 1864 bis 1. September 1865                                                                       |
| Krieg                        | Kuno Freiherr von Wiederhold vom 1. September 1865 bis 5. Mai 1866                                                                  |
| Krieg                        | Oskar von Hardegg vom 5. Mai 1866 bis 27. April 1867                                                                                |
| Krieg                        | Rudolf Freiherr von Wagner-Frommenhausen vom 27. April 1867 bis 23. März 1870                                                       |
| Krieg                        | Albert von Suckow vom 23. März bis 31. August 1870                                                                                  |
| Kultus                       | Ludwig von Golther vom 21. September 1864 bis 23. März 1870 Präsident des Geheimen Rats 1867 bis 1870                               |
| Kultus                       | Theodor von Geßler vom 3. Mai bis 31. August 1870                                                                                   |